# Ernst Waldemar Bauer

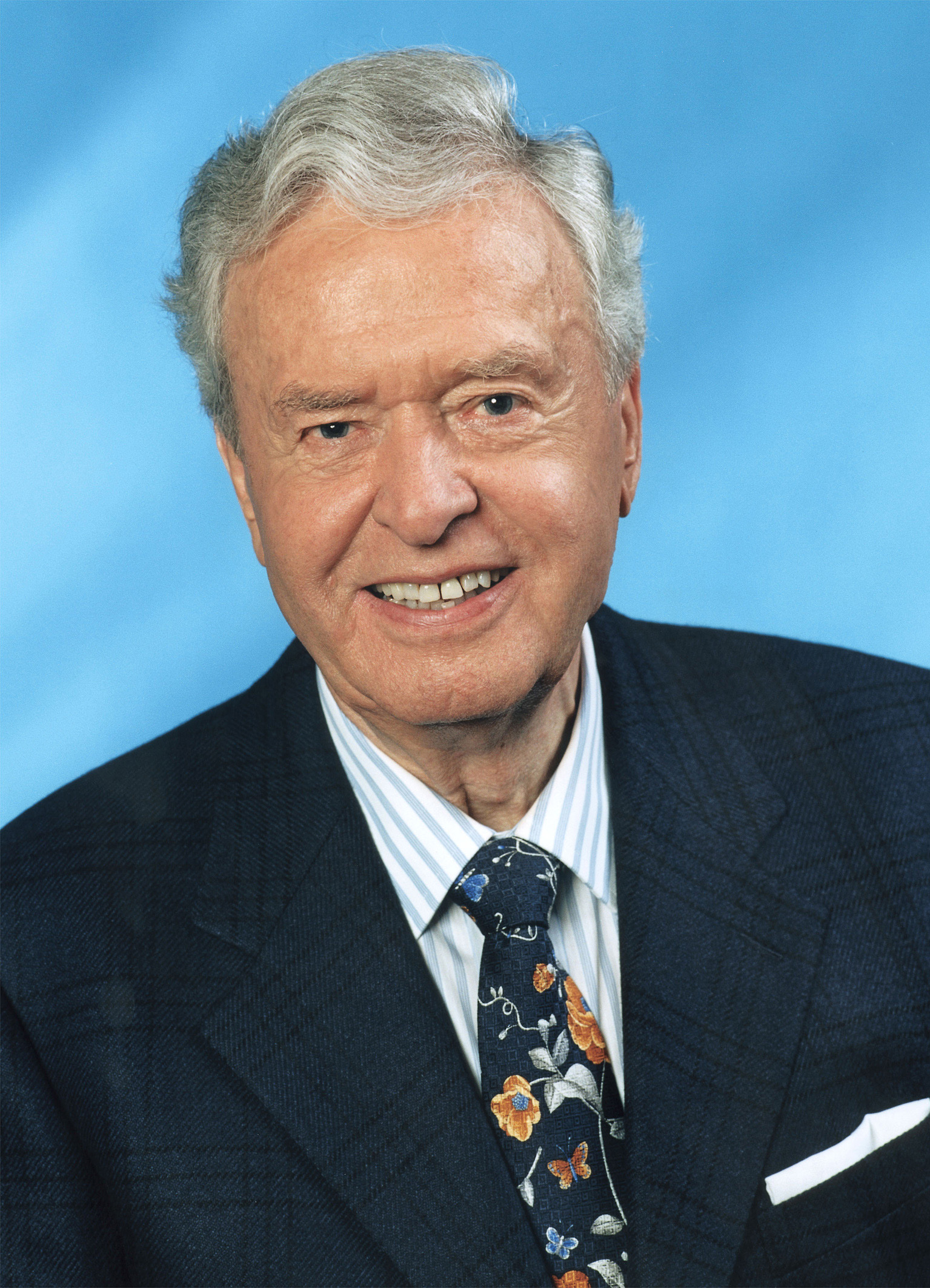
Ernst W. Bauer (2001)

Ernst Waldemar Bauer MdL (* 28. Februar 1926 in Tübingen; † 4. Juni 2015 in Ostfildern) war ein deutscher Fernseh- und Hörfunkpublizist, Biologe, Buchautor, Dokumentarfilmer und Politiker (FDP).

## Werdegang
Nach dem Besuch der Grundschule in Glems/Metzingen sowie der Oberschule in Metzingen und Stuttgart erlangte Bauer am Karls-Gymnasium Stuttgart die Hochschulreife. 1944 wurde er als Flakhelfer eingesetzt, zum 20. April desselben Jahres trat er der NSDAP bei (Mitgliedsnummer 9.956.339). Nach dem Zweiten Weltkrieg und seiner Entlassung aus der Kriegsgefangenschaft studierte Bauer Biologie und Geologie an der Universität Tübingen, wo er 1952 zum Thema Jahresrhythmische Schwankungen der Hitzeresistenz bei Pflanzensamen promovierte. 1950 heiratete er die Fotografin Isolde Mühlich, die er 1943 kennengelernt hatte. In den 1950er Jahren verfasste er erste Bücher und Schriften über Biologie und Geologie. In dieser Zeit betätigte er sich auch als Lehrer und Lehrerausbilder, insbesondere am Georgii-Gymnasium in Esslingen am Neckar.
In den 1960er Jahren war er Autor und Herausgeber der Zeitschrift Die Natur. Von 1964 bis 1988 war er Direktor des Staatlichen Seminars für Schulpädagogik in Esslingen am Neckar.
1964 holte ihn der Fernsehproduzent Josef Göhlen zum Hessischen Rundfunk, wo er für das neu geschaffene Bildungsprogramm die Reihe Album der Natur moderierte. 1968 konzipierte er die Sendereihe Wunder der Erde, von der zunächst 89 Folgen im 3. hr-Fernsehprogramm liefen. Nach dem Tod von Bernhard Grzimek im Jahre 1987 übernahm Ernst W. Bauer am 8. September 1987 den Sendeplatz von Ein Platz für Tiere im 1. Fernsehprogramm der ARD. Wunder der Erde zeigte vor allem die als die schönsten eingestuften geologischen Plätze der Erde, aber auch Material über Tiere von Kameraleuten aus aller Welt wurde präsentiert. Der Erfolg von Ein Platz für Tiere konnte nicht wiederholt werden, dennoch liefen in den darauffolgenden 17 Jahren 95 Folgen dieser Sendereihe, zu der es auch regelmäßig Begleitbücher gab. Am 31. Dezember 2006 lief mit einem Beitrag über Alfred Wegener die letzte Folge dieser Reihe in der ARD. Die bekannte Titelmelodie der Serie stammte von Gerhard Narholz (unter dem Alias „John Epping“, Titel Heading For Success 1).
Von 1984 bis 1988 war Ernst Waldemar Bauer für die FDP im Wahlkreis Esslingen Mitglied des Landtages in Baden-Württemberg. Er war umweltpolitischer Sprecher der FDP/DVP-Fraktion und wurde später in den Stiftungsrat des WWF Deutschland gewählt.
Auch als Mitglied der Europäischen Akademie für Umweltfragen in Tübingen engagierte er sich für den Naturschutz.
Unter anderem war er auch Autor und Herausgeber von sämtlichen Biologiebüchern für Realschulen und Gymnasien des Schulbuchverlags Cornelsen. Sein „Vorzeigewerk“ war das Lehrbuch zur Humanbiologie.
Ernst Waldemar Bauer starb im Alter von 89 Jahren. Er wurde auf dem Friedhof Weiler Park in der Parksiedlung, einem Stadtteil von Ostfildern, beigesetzt.

## Werke

### Bücher und Zeitschriften (Auswahl)
- 1960: Naturschutz und Schule, Zeitnahe Schularbeit. Landesanstalt für Erziehung und Unterricht, Stuttgart
- 1962: Wilde Höhlen der Schwäbischen Alb. Text zu landeskundlichen Lichtbildreihen, Landesbildstellen in Baden-Württemberg
- 1963: Birdland, Besuch in einem Vogelgarten. zus. mit Jeanette Rebau, Spectrum, Stuttgart/Schmiden
- 1964–1966: Mensch und Natur. Buchreihe, Bd. 1–4, Spectrum, Stuttgart
- 1964–1968: Zeitschrift Die Natur. Spectrum, Stuttgart
- 1965–1966: Das Bild der Natur. Buchreihe, Bd. 1–5, Spectrum, Stuttgart
- 1969: Ich will Biologe werden. Schreiber, Esslingen
- 1970: Bunter Tieratlas. Schreiber, Esslingen
- 1971: Höhlen – Welt ohne Sonne. Schreiber, Esslingen, Neuaufl. Maier, Ravensburg 1979 (Deutscher Jugendbuchpreis)
- 1973: Wunder der Erde. Schreiber, Esslingen
- 1975: Pflanzenwelt voller Wunder. Schreiber, Esslingen
- 1976: Fliegen, schweben, fallen. Schreiber, Esslingen
- 1976: Aus dem Reich der Tiere. Spectrum, Stuttgart
- 1976: Aus der weiten Welt. Spectrum, Stuttgart
- 1977: Bilder aus der Welt der Höhlen. Schreiber, Esslingen
- 1979: Die Erde lebt. Maier, Ravensburg
- 1979: Biologiedidaktik als Wissenschaft. zusammen mit Dieter Rodi, Aulis Deubner, Köln
- 1981: CVK Biologiekolleg. Cornelsen-Velhagen & Klasing, Berlin
- 1983: CVK Biologie, Unterrichtswerk für alle Schularten. Cornelsen, Berlin
- 1986: Unser Land Baden-Württemberg. Herausgeber und Mitautor, Theiss, Stuttgart
- 1987: Humanbiologie. Cornelsen, Berlin, überarbeitete Neuauflage 2000
- 1988: Das große Buch der Schwäbischen Alb. Theiss, Stuttgart
- 1989: Wunder der Erde – Feuer und Wasser. Hoffmann und Campe, Hamburg
- 1993: Hinter der blauen Mauer – Bilder von der Schwäbischen Alb. zusammen mit Petra Enz-Meyer, Theiss, Stuttgart
- 1994: Feuer, Farben und Fontänen. Theiss, Stuttgart
- 1996: Von großen und kleinen Bären. zusammen mit Petra Enz-Meyer und Walter Kleesattel, VGS, Köln
- 2003: Unterwegs zu den Wundern der Erde. Theiss, Stuttgart
- 2008: Zauber der Schwäbischen Alb. Silberburg-Verlag, ISBN 978-3-87407-789-7

### Fernsehsendungen und Filme
- Album der Natur (49 Folgen)
- Experimente (4 Folgen)
- Farben sehen (3 Folgen)

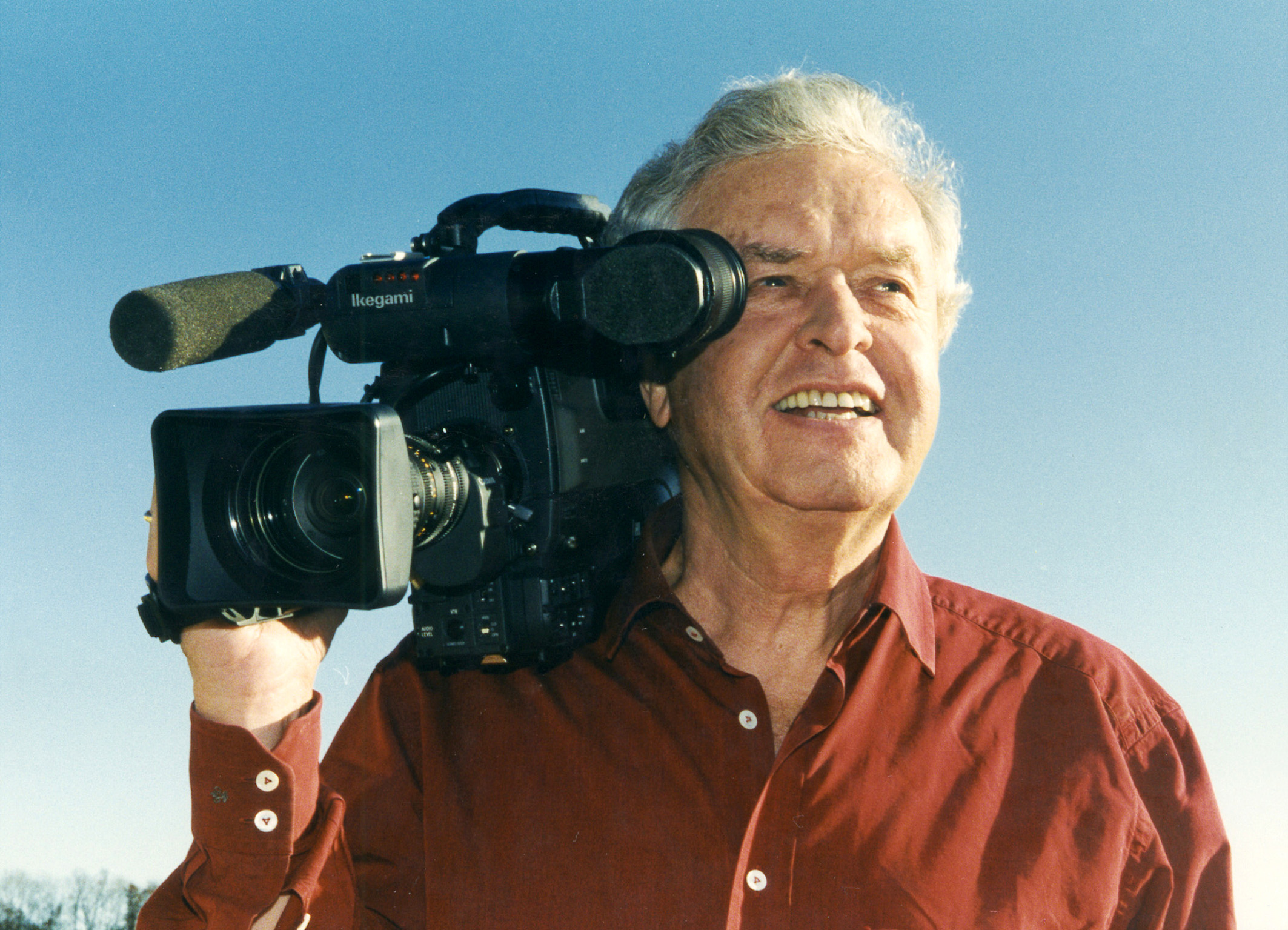
Ernst W. Bauer mit Ikegami-Kamera

- Höhlen – Welt ohne Sonne (19 Folgen)
- Im Reich der schönen Lau
- Klassische Genetik (13 Folgen)
- Schwäbische Höhlen (3 Folgen)
- Telekolleg Biologie (13 Folgen)
- Wunder der Erde (89 Folgen für das 3. Fernsehprogramm des hr (ab 1968) und 97 Folgen für die ARD (1987–2006))
- Gorillas from the Heart of Darkness (2001, als Produzent; Regie: Romain Baertsoen) (deutsch: Berggorillas)

### Hörfunk
- 1989: Schau ins Land – Eine Reihe zur Historie und Geografie Süddeutschlands und der Schweiz

## Auszeichnungen
- 1972: Deutscher Jugendbuchpreis für Höhlen – Welt ohne Sonne
- 1968: Adolf-Grimme-Preis für das Telekolleg Biologie
- Grand prix Speleologique
- 1986: Bundesverdienstkreuz am Bande
- 1993: Eduard-Rhein-Kulturpreis für Wunder der Erde
- 1994: Verdienstmedaille des Landes Baden-Württemberg
- 1998: Graf-von-Linden-Medaille
- Farfalle d’Oro: Medienpreis der Provinz Trentino
- 2000: Ehrenpreis Goldener Auerhahn des Internationalen Naturfilmfestivals Naturale
- 2000: Umweltpreis der Stiftung Europäisches Naturerbe/Euronatur
- 2003: Auszeichnung Stein im Brett des Berufsverbandes Deutscher Geowissenschaftler (BDG) e. V.
- 2005: DUH-Umwelt-Medienpreis
- 2006: Bundesverdienstkreuz 1. Klasse
- 2006: Esslinger Kulturpreis
- 2006: Deutscher Umwelt- und Medienpreis der Stiftung Deutsche Umwelthilfe[7]
- 2007: Görlitzer Meridian Naturfilmpreis[7]